# Sakis Rouvas
Anastasios "Sakis" Rouvas II (Αναστάσιος "Σάκης" Ρουβάς) (* 5. ledna 1972 Mantouki, Korfu), známý také jako Sakis, je řecký interpret, herec, podnikatel a bývalý profesionální tyčkař. Je považován za jednoho z nejúspěšnějších a nejvlivnějších řeckých a kyperských umělců všech dob. Během své umělecké kariéry od roku 1991 získal status nejvýraznějšího řeckého moderního hudebníka, jeho všestrannost a sexualizovaná image je stylizována jako jeho obchodní značka. 
Současně je mu přisuzován rozhodující vliv na přiblížení řecké populární hudby současnému vzoru západního světa.

## Život a kariéra

### Počátky: Profesionální sport (do roku 1990)
Anastasios Rouvas se narodil 5. ledna 1972 ve vesnici Mantouki poblíž města Korfu na stejnojmenném ostrově coby nejstarší ze čtyř potomků řidiče sanitky a mladé prodavačky v obchodě na mezinárodním letišti. Jeho rodina byla chudá, avšak mohla si dovolit zaplatit Sakisovi, který od velmi nízkého věku projevoval své atletické vlohy, lekce baletu. V té době Sakis objevil také svoje hudební nadání – naučil se hrát na kytaru. V počátcích se hodně inspiroval hudbou Elvise Presleyho.
 Sakisovi rodiče se rozvedli v jeho 12 letech, takže se se svým bratrem Tolisem přestěhoval ke svým prarodičům, zatímco jeho otec se znovu oženil. Aby zabezpečil rodinu, již v mladém věku Sakis vystřídal různá povolání (automechanik, dělník, číšník). Ve škole nevynikal, ale navštěvoval ji, přestože kvůli práci tak musel činit po večerech.
Ve věku patnácti let se Sakis stal úspěšným a oceňovaným členem řeckého národního gymnastického týmu. Vzhlížel zejména k ukrajinskému tyčkaři Sergeji Bubkovi. Rouvas zůstal věrný sportu až do osmnácti let, kdy se rozhodl dát přednost hudbě, kterou považoval z kariérního hlediska za racionálnější volbu. V té době působil ve formaci Corfu Band. Poprvé vystupoval před živým publikem na své promoci, kde přednesl několik známých hitů od Beatles a Elvise Presleyho.
Následně začal Sakis vystupovat v místních klubech, kam si ho jednou přišel poslechnout i jeho budoucí manažer Elias Psinakis.

 Vzhledem k několika krizovým událostem v jeho životě se Sakis rozhodl Korfu opustit – ve věku osmnácti let se přestěhoval do Pater.

### První úspěchy (1991–1993)
V Patrech se Rouvas seznámil s Dakisem, populárním zpěvákem, který mu poradil zkusit štěstí v Athénách. Zde mladý zpěvák v roce 1991 poprvé vystoupil.. Ihned zaujal zdejší hudební špičky, mezi nimi i producenty z vydavatelství PolyGram. Tehdy se Elias Psinakis stal jeho manažerem a Sakis odvedl svůj profesionální debut na soutěži Thessaloniki Song Festival, kde tehdy vystoupil také Giorgos Alkaios. 
 Den po vystoupení na festivalu Sakis vydal své debutové album, nazvané jednoduše "Sakis Rouvas" – hned první singl "Par'ta", za který získal hlavní ocenění na festivalu v Soluni, obsadil první místo řecké hitparády. To odstartovalo fenomén Sakis a davové šílenství okolo něj.

V následujících dvou letech vydal Sakis alba "Min Andistekese" a "Gia Sena", obě zanedlouho oceněna zlatou deskou. Řada singlů z alb mu pomohla upevnit si své místo v nově vznikající řecké pop-music.

### "Aima, Dakrya & Idrotas", vojenská služba a životní krize (1994–1996)
Na podzim 1994 Sakis vydal své čtvrté album "Aima, Dakrya & Idrotas", na němž se podílel slavný producent Nikos Karvelas, který spolupracoval mimo jiné se zpěvačkou Annou Vissi. Toto spojení bylo pro veřejnost otazníkem, neboť Sakis byl ve srovnání s Karvelasem stále nováček na řecké hudební scéně. "Sakis je jediná hvězda generace, která zatím produkovala jen nevýrazné umělce." zdůvodnil spolupráci Karvelas.

 Sakis byl již tehdy mediálním fenoménem a nejdůležitějším cílem bulváru, přestože si velmi chránil své soukromí. 
 Během produkce alba Sakis požádal o odklad povinné vojenské služby, aby mohl projekt dokončit, na rozdíl od jiných umělců mu toto nebylo umožněno – odstartovala mediální kauza, při níž se bulvární novináři předháněli v odhadech zpěvákových skutečných pohnutek – část veřejnosti ho osočovala ze snahy vyhnout se za každou cenu vojenské službě, jiní tvrdili, že se nechce vzdát místa na výsluní showbyznysu.
 Rouvas přiznal, že kvůli nedávno prodělaným traumatům trpí těžkou agorafobií a není schopen vojenskou službu absolvovat. Následně se podrobil lékařské prohlídce ve středisku v Penteli, kde se údajně na pokoji pokusil spáchat sebevraždu. Jakmile se po této šokující události veřejnost uklidnila, Sakis odjel na vojenskou službu – přišel o své dlouhé vlasy, jednu ze svých ochranných známek, a jak později přiznal, pokusil se uprchnout. Celou dobu u něj byl přítomen psychiatr, který na něj dohlížel a předepisoval mu léky (podle tvrzení Psinakise mu měl bez jeho vědomí podávat psychotropní látky). Současně se Rouvas musel vypořádávat s útoky paparazziů, kteří podnikali vpády do vojenského areálu ve snaze pořídit fotografie či film.

### "Tora Arhizoun Ta Dyskola", mírový koncert a změna vydavatele (1996–1997)
V roce 1996 vydal Rouvas páté album "Tora Arhizoun Ta Dyskola", které, stejně jako předchozí, získalo platinovou desku. V zimě Rouvas vystoupil se slavnou Annou Vissi a později s ní nazpíval duet, který se objevil na jejím albu "Travma".

Na jaře sklidil Rouvas velký ohlas, když 19. května vystoupil s tureckým zpěvákem Burakem Kutem na kyperské Zelené linii před 4 000 lidí coby součást iniciativy za sjednocení ostrova. Tato událost si získala pozornost světových médií a zpěvák byl za ni oceněn mírovou cenou Abdi Ipekçi, současně ovšem vyvolala spory mezi řeckou a tureckou stranou (která mu dokonce vyhrožovala smrtí) a kontroverze v domácích médiích.

Rouvas se následně rozešel s PolyGram Records a podepsal smlouvu s vydavatelstvím Minos EMI.

### "Kati Apo Mena", návrat na výsluní,21os Akatallilos(1998–2000)
V prosinci 1998 vydal Rouvas první album pod novým vydavatelem, "Kati Apo Mena". Během prvního týdne prodeje bylo zlaté a zanedlouho platinové. Pro podpoření prodejů vystoupil zpěvák v athénském centru Virgin Megastore, kde jeho fanoušci způsobili masivní dopravní zácpu. Následně, na přelomu let 1999 a 2000 Rouvas vystupoval v Athénách a Soluni.

V březnu 2000 bylo vydáno Rouvasovo celkově sedmé album "21os Akatallilos", které bylo dvakrát platinové a přitáhlo i pozornost sponzora, který do té doby v Řecku s žádným umělcem nespolupracoval – společnosti Pepsi.

Během zkoušek na letní vystoupení byl Rouvas hospitalizován kvůli bolestem břicha, které se ukázaly být zánětem pobřišnice – zpěvákovi byl odoperován apendix.
Léto 2000 poznamenalo Rouvasovu kariéru nepříjemným způsobem – spolu se svým manažerem a několika dalšími celebritami se zúčastnil výletu na soukromé jachtě na Mykonosu. Plavidlo, které patřilo místnímu lékaři, se ukázalo být plné narkotik a bulvár proto začal Rouvase podezřívat ze závislosti na drogách. Přestože majitel jachty přiznal, že narkotika patří jemu, Rouvas i ostatní přítomní byli povoláni k soudnímu výslechu. Ve snaze vyhnout se zdlouhavému soudu zpěvák zaplatil kauci, nicméně celá aféra byla v řeckých médiích ještě dlouho na pořadu dne – v té době se stala populárními trička s natištěným výrokem "Imoun ki ego sto kotero!" ("Na té jachtě jsem byl také!")

 V květnu 2001 byla v řecké televizi odvysílána reklama na Pepsi s Rouvasem, který před kamerou držel láhev nápoje na místě genitálií. Spot pobouřil několik feministických organizací, které bojovaly za jeho stáhnutí pro údajnou nemravnost, vulgárnost a špatný příklad pro děti. Zpěvák se následně vydal na řeckou Pepsi Tour 2001.

### "Ola Kala", počátek mezinárodní kariéry, "To Hrono Stamatao" (2001–2004)
V roce 2001 Rouvas podepsal smlouvu s Universal Licencing Music (ULM), dceřinou společností Universal Music France. S týmem producentů, mezi nimiž byli i Desmond Child a Phoebus, nahrál píseň "Disco Girl", která byla ve Francii vydána s anglickým textem z pera Andrease Carlssona (ve francouzské hitparádě se vyšplhala na 79. místo). Tento singl mu také vynesl jeho první ocenění Arion Music Award za popového interpreta roku. Následně management zpěváka uspořádal koncertní šňůru po Francii, kde byl překřtěn na řeckého Rickyho Martina. Spolu s videoklipem k singlu vyšla i Rouvasova třetí reklama na Pepsi Colu.

 V červnu 2002 Rouvas vydal osmé studiové album "Ola Kala" (dvakrát platinové) a titulní singl, který byl vydán na mnoha místech v Evropě, Asii a v Egyptě.
Hvězdou, která Rouvasovi pomohla při budování jeho mezinárodní kariéry, byla nejprodávanější řecká umělkyně, Nana Mouskouri. S ní vystoupil v dubnu 2003 na předávání cen Arion Music Awards. Následně podepsal propagační smlouvu se společností Vodafone a vydal se na letní turné po Řecku.
V prosinci 2003 vyšlo Rouvasovo deváté album "To Hrono Stamatao", jehož prodej byl podpořen sérií koncertů.

### Eurovize 2004, "S'eho Erotefthi" (2004–2005)

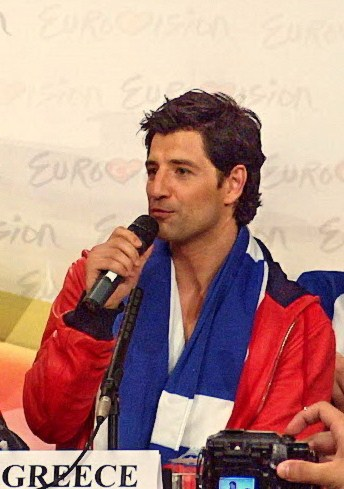
Rouvas na tiskové konferenci semifinále Eurovize 2004 v Istanbulu

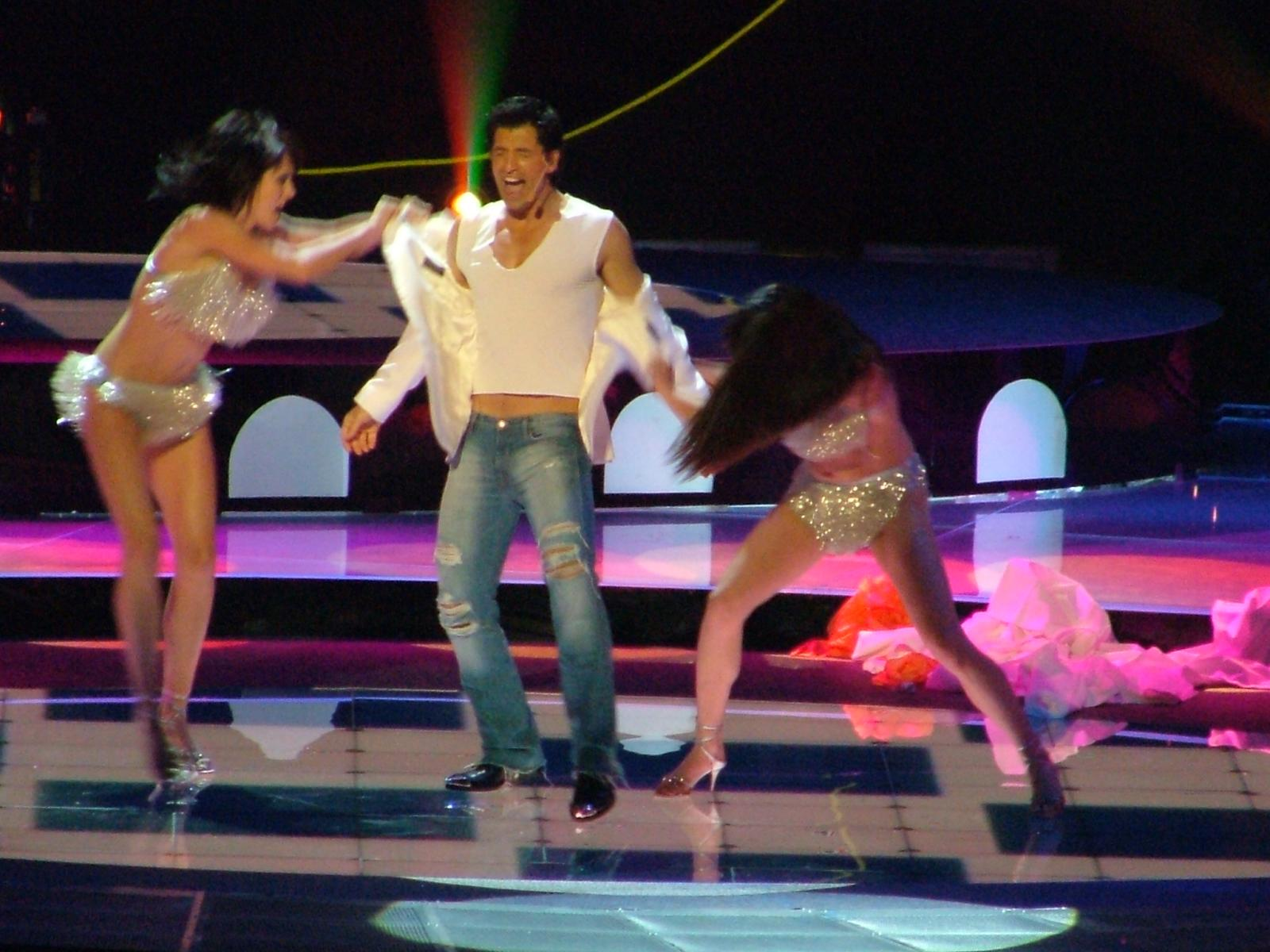
Rouvas vystupuje v barvách Řecka na Eurovizi 2004 v Istanbulu

Po neúspěšné sérii castingů řecký veřejnoprávní vysílatel ERT v březnu 2004 oznámil, že Sakis bude reprezentovat Řecko na Eurovision Song Contest 2004 v Istanbulu. "Shake It", singl s vysokorozpočtovou produkcí (včetně evropské propagační tour) a prvky taneční i tradiční středozemní hudby, byl zveřejněn v polovině března – poprvé byl živě představen na Arion Music Awards, kde Rouvas obdržel ocenění Nejlepší popový zpěvák. Album "To Hrono Stamatao" vyšlo v re-edici se soutěžním singlem, která se držela na prvním místě řecké hitparády následujících devět týdnů. Prodalo se ji přes 110 tisíc kopií.

12. května 2004 vystoupil Sakis Rouvas v semifinále Eurovize 2004 v Istanbulu. Jako jeden z favoritů očekávaně postoupil do finále, kde o tři dny později obsadil třetí místo (252 bodů), poražen pouze reprezentanty Ukrajiny Ruslanou a Srbska a Černé Hory Željkem Joksimovićem. Přímý přenos finále získal 86.7% podíl večerní sledovanosti, což se v Řecku nikdy žádnému pořadu nepovedlo.
Účastí v Eurovizi Rouvas do jisté míry opustil status celebrity obletované novináři a stal se opěvovanou popovou hvězdou.

V červnu 2004 Rouvas vystoupil na předávání cen MAD Video Music Awards, kde obdržel cenu pro nejvíce sexy umělce ve videoklipu. O měsíc později se vrátil do Istanbulu, aby navázal na vystoupení na hranicích rozděleného Kypru vystoupením s další tureckou umělkyní, vítězkou Eurovize 2003, Sertab Erener.

V srpnu se Rouvas zúčastnil ceremoniálů Olympijských her v Athénách. Při zahájení her nesl olympijskou pochodeň na Panathénský stadion a při závěrečné ceremonii vystoupil s výběrem řeckých písní.

Duet s populárním ruským zpěvákem Filipem Kirkorovem následoval na podzim. Byl podpořen videoklipem, který se natáčel v Petrohradě. Později Rouvas vystoupil s Nanou Mouskouri a bývalou členkou dua Antique a následnou vítězkou Eurovize 2005, Elenou Paparizou.
V dubnu 2004 obdržel Rouvas cenu Arion Music Award pro nejprodávanější řecký singl roku 2004 – "Shake It". V den galavečera, 6. dubna, bylo vydáno zpěvákovo desáté studiové album "S'eho Erotefthi". Následně zpěvák obdržel cenu World Music Awards za nejprodávanějšího řeckého interpreta. V září pokračoval dalším prvenstvím – jeho charitativního vystoupení na Olympijském stadionu v Athénách se zúčastnilo 20 000 diváků, více než kteréhokoliv jiného koncertu v Řecku (tento rekord byl překonán až v roce 2009, paradoxně samotným Sakisem).

### "Live Ballads", Eurovize 2006, "Iparhi Agapi Edo" (2006)
Koncem roku 2005 se Sakis přestěhoval do Los Angeles, kde v únoru vystoupil se směsí nejpopulárnějších řeckých i světových balad. Záznam koncertu později vyšel jako CD a DVD s názvem "Live Ballads" Za "S'eho Erotefthi" následně obdržel ocenění Arion Music Award pro Nejlepšího popového umělce a Nejlepší popové album.
Po obnovení kontraktu se společností Vodafone zpěvák prozradil, že bude debutovat na filmovém plátně.
V květnu si navíc Rouvas poprvé vyzkoušel roli moderátora – spolu s řecko-americkou herečkou Marií Menounos uváděl Eurovision Song Contest 2006, které Athény hostily po vítězství Eleny Paparizou v roce 2005. Sám mimo soutěž vystoupil s dvěma písněmi, coverem vítězné písně z roku 1997 "Love, Shine A Light" a anglickou verzí "S'eho Erotefthi". Vítězem Eurovize v Řecku se stala hard-rocková skupina Lordi.
V létě Sakis získal svoji první zkušenost dabéra v animovaném filmu studia Disney, Auta, a na podzim se zúčastnil natáčení snímku "Alter-Ego". Mezitím dál sbíral různá ocenění, a v prosinci vydal jedenácté řadové album "Iparhi Agapi Edo".

### Film "Alter-Ego", "This Is My Live", otcovství a "Irthes" (2007–2008)
V únoru 2007 byl odvysílán Rouvasův televizní speciál "Sakis Oscar Songs". O několik měsíců později měl premiéru film "Alter-Ego", s rozpočet 2 milionů Euro zdaleka nejdražší řecký film té doby. Úspěch filmu u diváků však zdaleka nenaplnil očekávání tvůrců a obdržel průměrná hodnocení.
V reakci na masivní škody napáchané požáry v Řecku Rouvas následně uspořádal koncert, jehož výdělek šel ve prospěch obětí této katastrofy. Následovala řada dalších charitativních vystoupení, jejichž záznam vyšel na druhém živém albu "This Is My Live".

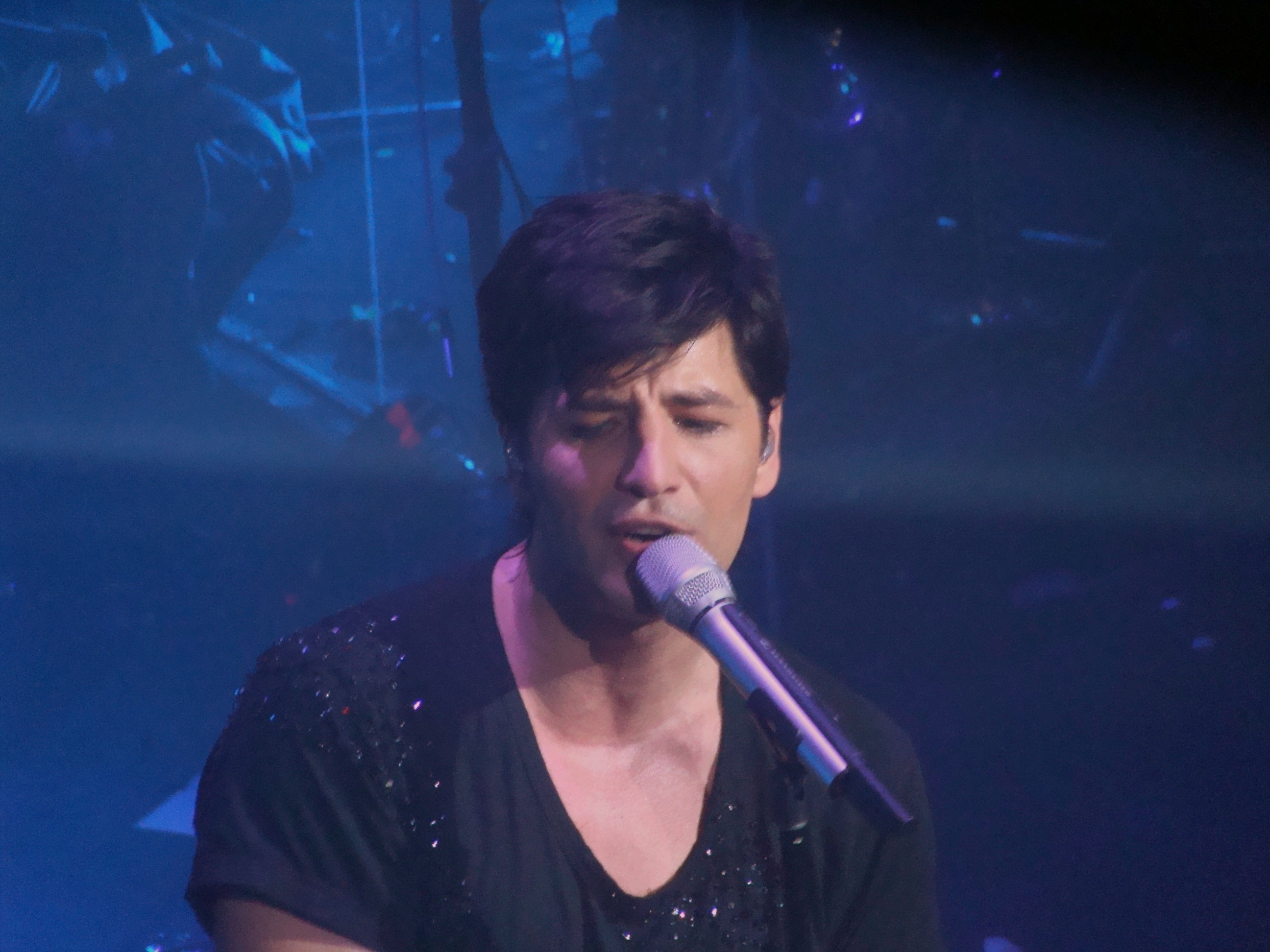
Rouvas vystupuje v Athénách (prosinec 2008)

V srpnu se Rouvas stal obětí lupičů, kteří se vloupali do jeho domu. Zpěvák byl však velmi zaneprázdněný, připravoval se na podzimní moderování první řady řeckého X-Factoru. V jeho soukromém životě navíc došlo k radostné události – jeho dlouholetá přítelkyně Katia Zygouli mu 2. listopadu 2008 porodila dceru Anastasii. V listopadu následně zpěvák vydal dvanácté album "Irthes", jehož titulní singl věnoval právě své novorozené dcerce.

### Eurovize 2009, film "Duress", "Parafora", počátek podnikatelské kariéry a druhé dítě (2009–současnost)

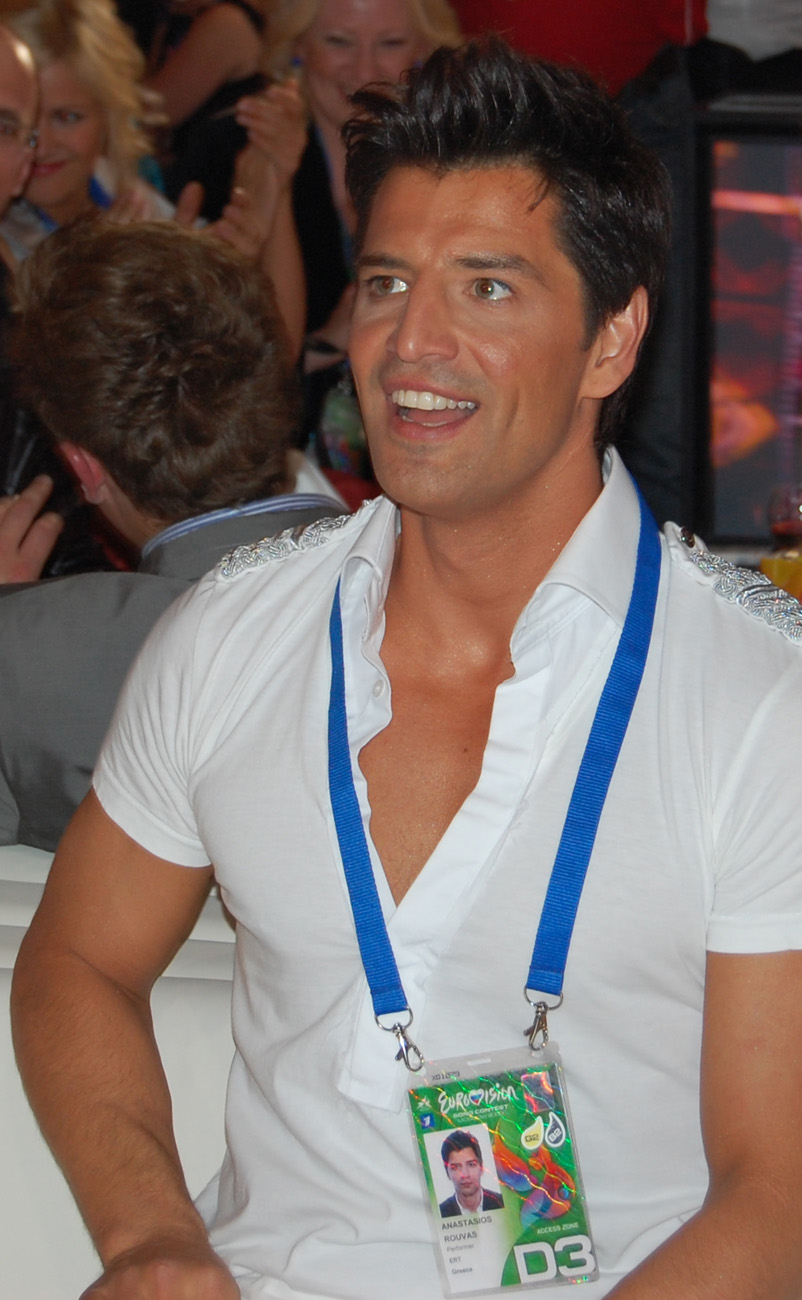
Rouvas na Eurovizi 2009 v Moskvě

V červenci 2008 řecká televize ERT oznámila, že Rouvas bude znovu vystupovat na Eurovizi. V únoru 2009 zpěvák vystoupil v národním kole se třemi písněmi. Vítězným se stal singl "This Is Our Night", který obdržel rekordních 81% hlasů diváků a odborné poroty, a okamžitě po svém zvolení se dostal na první místo digitálního prodeje iTunes. Rouvas podnikl masivní promo tour po Evropě, dokud nebyl čas odjet na Eurovizi do Moskvy. Patřil k největším favoritům soutěže a sám se netajil tím, že chce navázat na úspěch Eleny Paparizou, která o čtyři roky dříve zvítězila pro Řecko, ovšem ve velkém finále 16. května 2009 zpěváka zastínil nejen norský vítěz Alexander Rybak, ale i šest dalších soutěžících – Rouvas se musel spokojit se sedmou příčkou.
Zpěvákovo vystoupení, při němž doprovodné vokály dělal známý kyperský zpěvák Alexandros Panayi, však bylo velmi pozitivně oceněno, a jak se ukázalo o několik měsíců později, když pořadatelé soutěže zveřejnili oddělené výsledky diváků a odborné poroty, bez ní by se Sakis dostal do nejlepší pětice. I přesto byl zpěvák zklamaný a po návratu do Řecka se veřejně omluvil za to, že s sebou neveze zlatou medaili.
V dubnu zpěvák a jeho partnerka Katia vešli do světa byznysu, když založili řetězec vlastních kosmetických salónů.

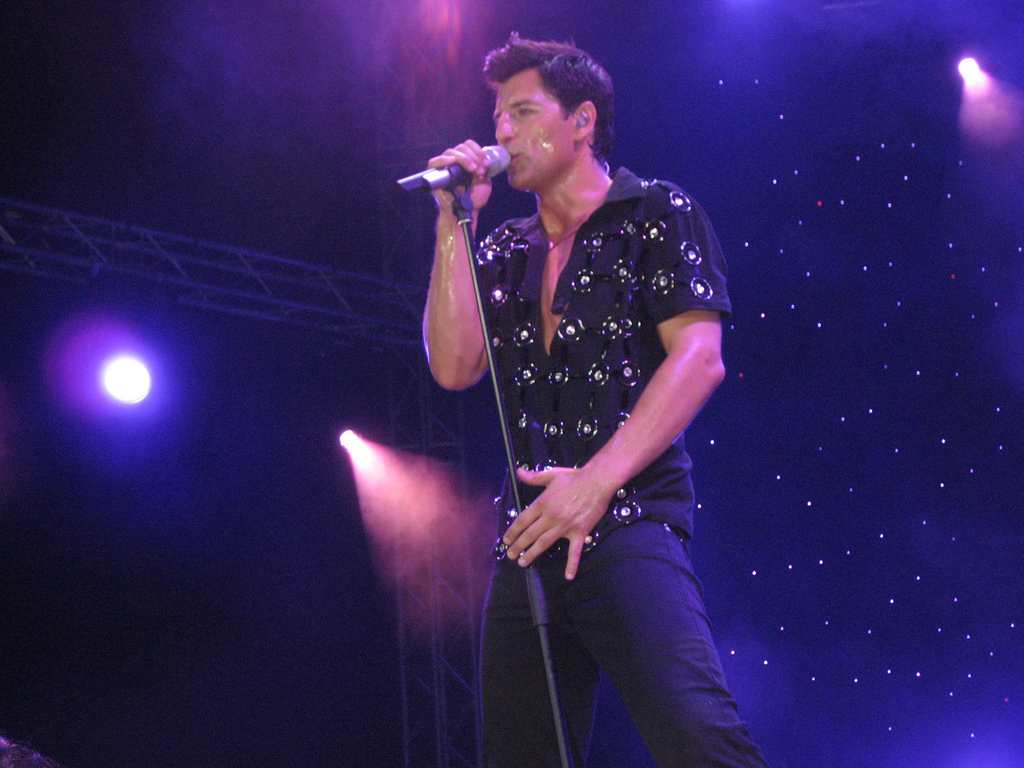
Rouvas vystupuje na Panathénském stadionu v Athénách

1. července 2009 Rouvas vystoupil na charitativním koncertu na Panathénském stadionu v Athénách před 40 000 diváky. Toto vystoupení bylo čistým privilegiem, neboť koncerty hudebníků se zde konají jen velmi ojediněle. Rouvas se tak připojil k Tině Turner, Black Sabbath, Bobu Dylanovi a Depeche Mode, kteří tuto šanci dostali. Tolik posluchačů se však ani jedné ze světových hvězd do tohoto stadionu přilákat nepodařilo. Koncertem Rouvas započal svoji novou "Sakis Live Tour"

V říjnu se Sakis vrátil na obrazovky v roli moderátora druhé řady X-Factoru. Nezavrhl ani předchozí zkušenosti z dabingu, když poskytl svůj hlas jedné z postav animovaného filmu Planeta 51. Čekal ho navíc debut v americkém filmu, kterým byl psychologický thriller "Duress". Zde si druhou hlavní roli zahrál Martin Donovan. Film si své diváky našel především na festivalech v Polsku a Rusku.

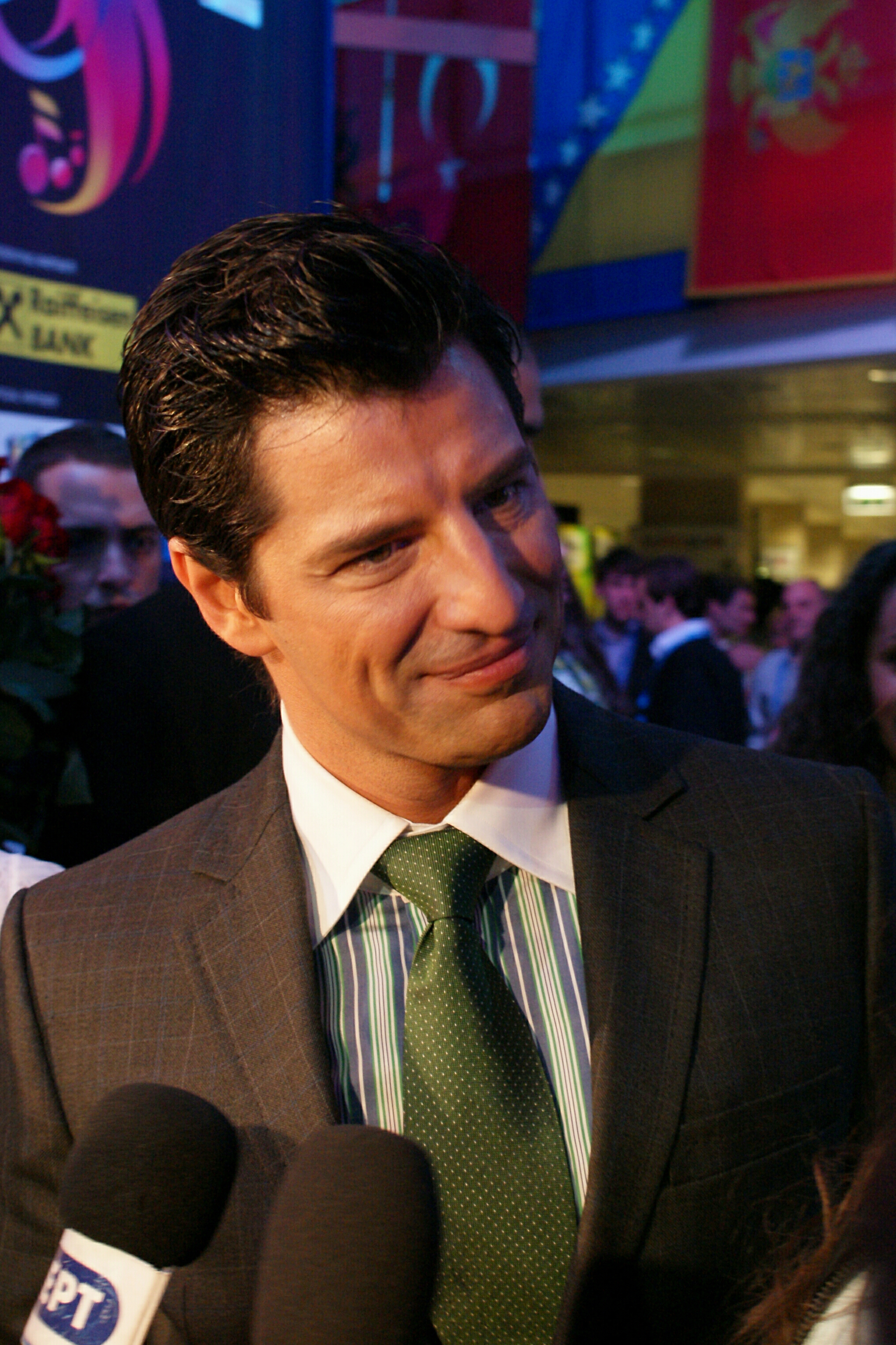
V roce 2009 Rouvas více než kdy dříve zasáhl světa obchodu

Následně ještě více prohloubil své obchodní zájmy, když otevřel svůj luxusní podnik The S Club, restauraci a sushi bar. Přestože se jeho projekty setkaly s dobrou odezvou, ne vše se dařilo; jen několik měsíců po otevření se klub stal místem požáru, který způsobil škody za čtyři miliony Euro. Důvod požáru nebyl zjištěn, ovšem svědkové události podle svých slov viděli na místě požáru kanistry benzínu. Média proto spekulovala, nejednalo-li se o útok mafie. Klub, kde zpěvák pravidelně vystupoval, byl zrenovován.

V prosinci 2010 vyšlo Rouvasovo třinácté album "Parafora", které během prvního týdne prodeje získalo dvojnásobnou platinovou desku se čtyřiadvaceti tisíci prodaných nosičů. První vydaný singl se zároveň stal čtvrtým v pořadí, který obsadil první místo všech řeckých hitparád, a navíc pomohl zpěvákovi k vítězství v kategorii Nejlepší řecký počin na MTV Europe Music Awards.

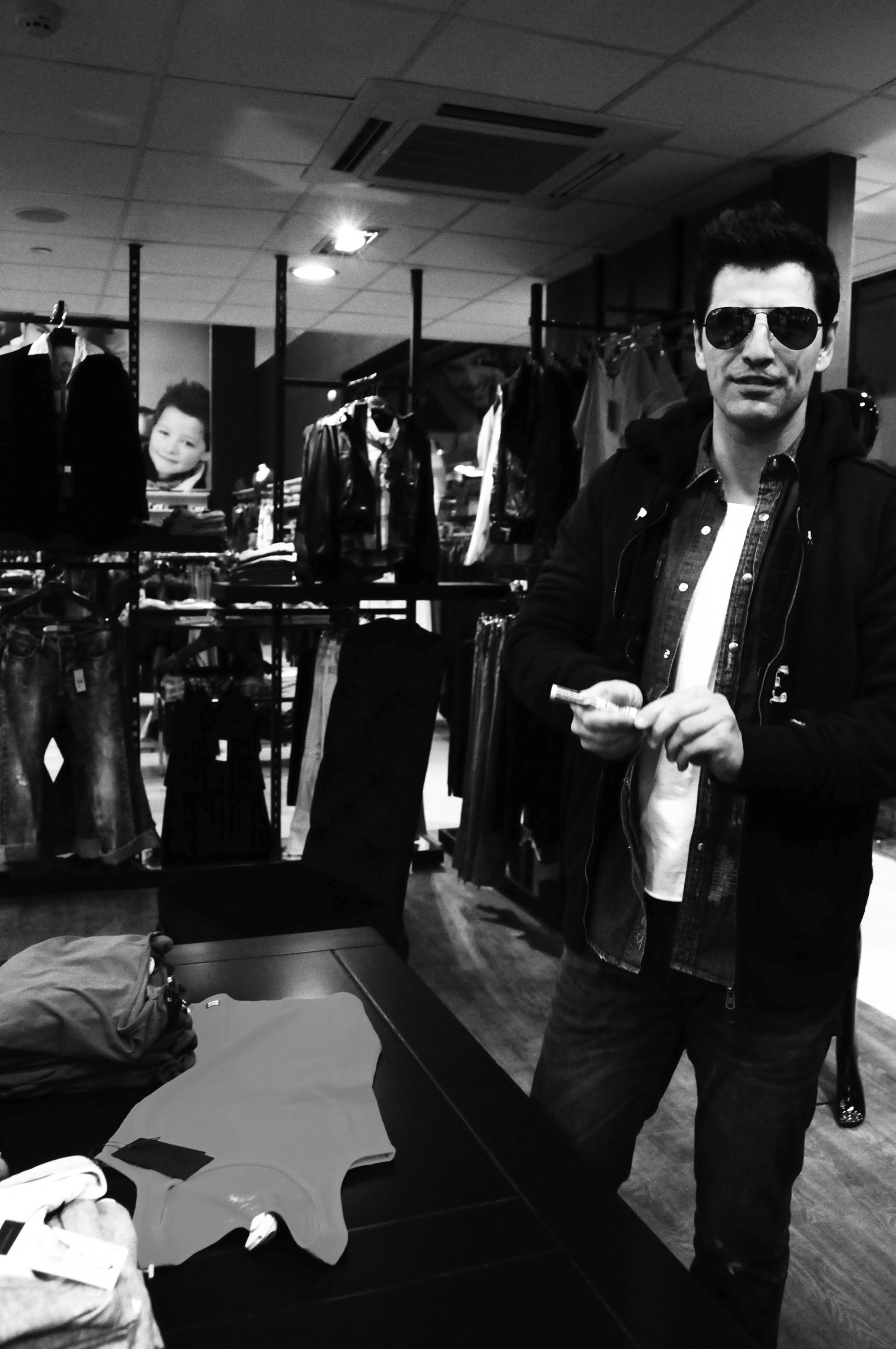
Sakis Rouvas se v listopadu 2010 stal prvním řeckým umělcem s vlastní módní značkou (Limassol, Kypr)

V červnu Rouvas se svým bratrem založil vlastní televizní a produkční společnost "Sakis Rouvas Kinematografos EPE", O měsíc později se zúčastnil představení své vlastní módní řady Sakis Rouvas Collection.
15. října 2011 se Rouvas stal již podruhé otcem. Tentokrát se jeho přítelkyni narodil chlapec.

## Styl a image

### Umělecké vlivy

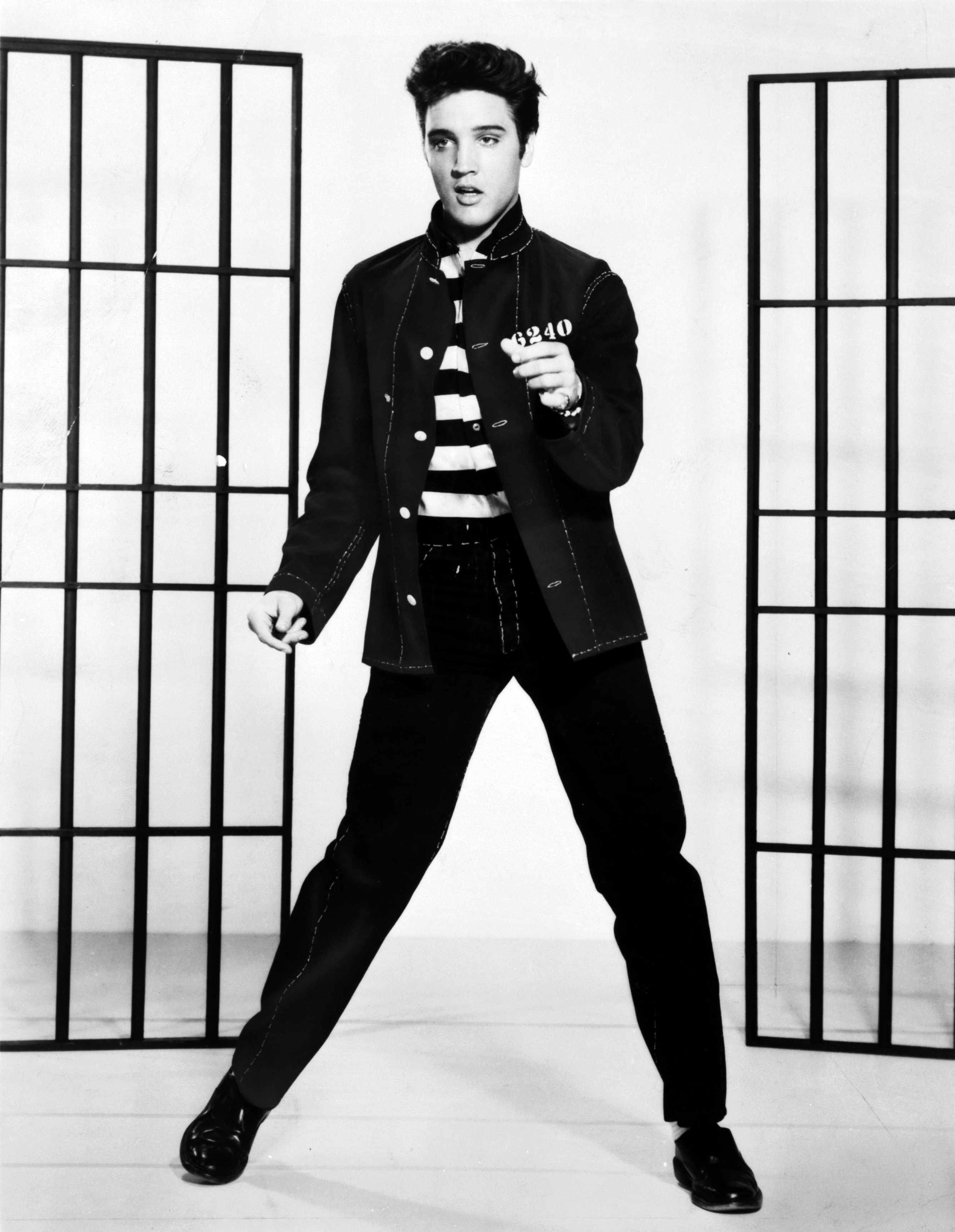
Elvis Presley byl Rouvasovou inspirací v počátcích jeho kariéry

Rouvas se na rozdíl od většiny řeckých interpretů v devadesátých letech více inspiroval mezinárodní hudební scénou, zejména populární hudbou šedesátých let. Jako mladý si oblíbil hudbu Elvise Presleyho, čerpal však také z vystoupení The Beatles, The Rolling Stones, Kiss či Queen (jejich píseň "Bohemian Rhapsody" označil za jednu z nejlepších písní, co kdy byly napsány). Presleyův singl "Suspicious Minds" Rouvas přezpíval pro svůj film "Alter Ego". "To, jak zpíval, jak tančil, co podle mého mínění cítili jeho posluchači" nazval tím, co jej na Elvisovi nejvíce zaujalo. Z řeckých interpretů Sakis zmiňuje jako svůj vzor Giannise Pariose, Marinellu či Nanu Mouskouri. Po smrti Michaela Jacksona v červenci 2009 ho Rouvas v rozhovoru zahrnul mezi zdroje své, zejména pozdější, inspirace, zejména ve věci tance a charitativní činnosti. Na koncertě na podporu životního prostředí v červenci 2009 interpretoval Jacksonovu píseň "Earth Song" a dále mluvil o poselství, které zemřelý zpěvák hlásal. 
"... jeden z nejvlivnějších zpěváků v historii a největší showman na této planetě.[…] člověk, jehož život byl 'thrillerem', ale jakkoliv byl komplikovaný, vždy se ho vzdával pro dobro dětí a této planety. Mnoho lidí si jej pamatuje pro jeho zvláštní osobnost, já si ho však chci pamatovat za všechno, co nám po celé ty roky dával, a za všechno, čím nás inspiroval.."
Jako jeden z prvních řeckých interpretů Rouvas začal využívat reklamního nástroje, jehož proměna do dnešní podoby je také přisuzována Jacksonovi – hudební videoklipy.
Rouvas v rozhovorech tvrdí, že nové generace by měly více vzhlížet k velikánům populární hudby. Sám se identifikuje jako zpěvák popový i rockový.

### Hudební vzdělání
Jakožto interpret-samouk se Rouvas o své vzdělání v hudbě staral sám. Ovládá hru na kytaru (akustickou, elektrickou i bassovou), klavír a cello.

Rouvas také v počátcích své kariéry nenavštěvoval lekce zpěvu. Během přestávky ve své kariéře v letech 1998 a 1999 docházel na hodiny zpěvu k americkému hudebnímu pedagogovi Razu Kennedymu, což podle kritiky pozitivně ovlivnilo jeho výkon na následující desce "Kati Apo Mena".

Jeho odpůrci tradičně jeho úspěch přisuzují spíše fyzické povaze jeho vystoupení, zatímco jeho pěvecký talent nazývají průměrným či omezeným, ovšem silný vliv na upřednostňování Rouvasova fyzického vzhledu před hudební stránkou je všeobecně přisuzován médiím. Během let se Rouvasův hlas znatelně proměnil a vyzrál v silný tenor. Upřednostňuje vyšší tóny a je oceňován za schopnost zazpívat velmi vysoké tóny bez užití falzetu. Současně je mu přisuzována schopnost technické přesnosti. Nejvíce jsou vyzdvihovány Rouvasovy vokály v power-baladách, žánru, který lze označit za jeho nejtypičtější.

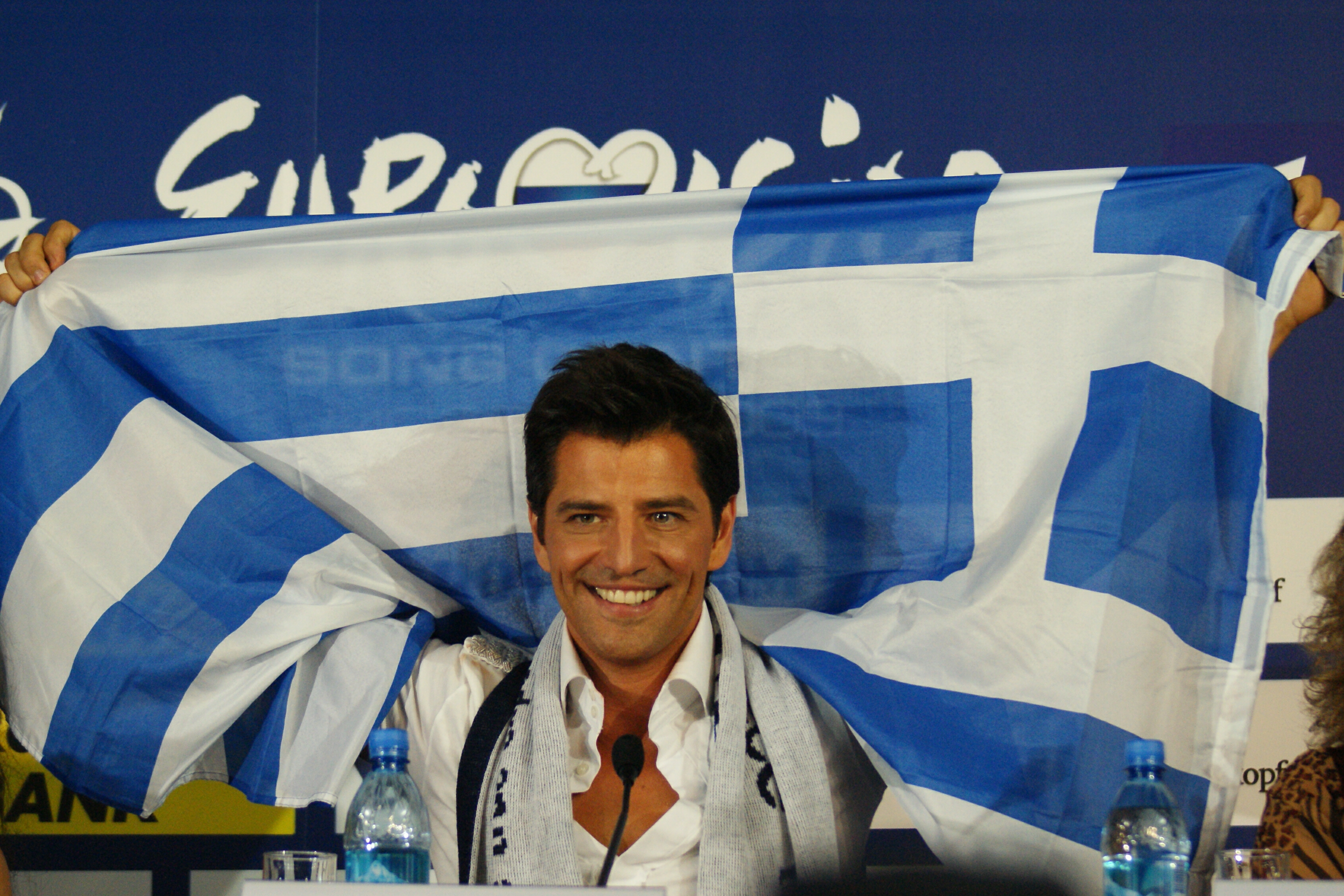
Rouvase lze považovat za nejúspěšnější osobu současné řecké popové hudby

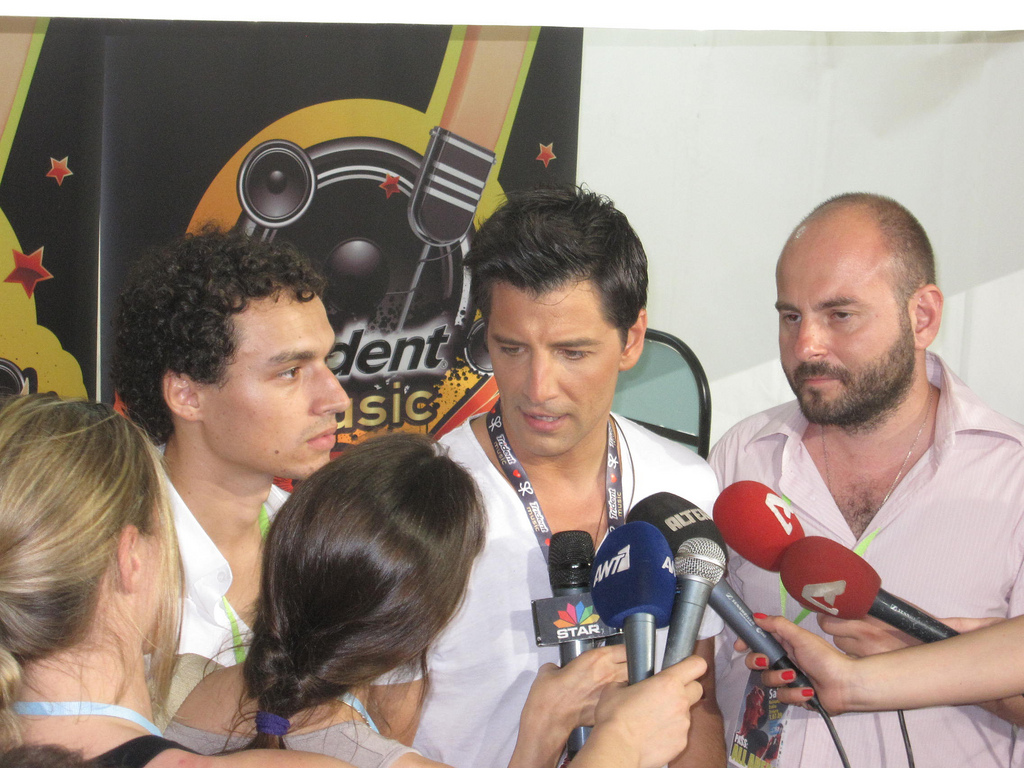
Rouvas na koncilu mládeže ohledně životního prostředí

### Veřejná image
Během devadesátých let 20. století byl Rouvasův obraz v médiích negativně ovlivněn jeho osobním životem. V dnešní době je Sakis považován za nejvýraznější řeckou osobnost, sex-symbol a ztělesnění úspěšnosti a slávy. V roce 2011 ho časopis Forbes označil za třetí nejúspěšnější osobu v Řecku.
Rouvas se angažuje v oblasti lidských práv, jako jeden z mála řeckých umělců otevřeně podporuje LGBT menšinu, včetně homosexuálních sňatků. Otevřeně protestoval proti dodatku americké ústavy, známém jako Proposition 8, který zakazuje sňatky gayů a leseb. Podporuje ochranu životního prostředí a pořádá charitativní akce a koncerty.

## Osobní život
Rouvas je otcem dvou dětí, syna a dcery, které má se svojí přítelkyní Katií. Jeho vztah s ní byl po dlouhá léta častým tématem mnoha bulvárních plátků. Jejich společnou popularitu lze přirovnat ke vzoru Angeliny Jolie a Brada Pitta.

Sakis je věřící.

## Diskografie
Studiová alba:
- Sakis Rouvas (1991)
- Min Andistekese (1992)
- Gia Sena (1993)
- Aima, Dakrya & Idrotas (1994)
- Tora Arhizoun Ta Dyskola (1996)
- Kati Apo Mena (1998)
- 21os Akatallilos (2000)
- Ola Kala (2002)
- To Hrono Stamatao (2003)
- S'eho Erotefthi (2005)
- Iparhi Agapi Edo (2006)
- Irthes (2008)
- Parafora (2010)

"Live" alba:
- Live Ballads (2006)
- This Is My Life (2007)

## Filmografie a moderování
| Filmy    | Filmy                                          | Filmy                            | Filmy                                                              |
| Rok      | Název                                          | Role                             | Poznámky                                                           |
| -------- | ---------------------------------------------- | -------------------------------- | ------------------------------------------------------------------ |
| 1996     | Zvoník u matky boží                            | Quasimodo                        | Animovaný film, řecký dabing                                       |
| 2006     | Aftokinita (Auta)                              | Lightning McQueen                | Animovaný film, řecký dabing                                       |
| 2007     | Alter Ego                                      | Stefanos                         | Hlavní role a produkce                                             |
| 2009     | Duress                                         | Abner Solvie                     |                                                                    |
| 2009     | Planitis 51: Episkeptis Apo Ti Gi (Planeta 51) | Captain Charles "Chuck" T. Baker | Animovaný film, řecký dabing                                       |
| 2011     | Aftokinita 2 (Auta 2)                          | Lightning McQueen                | Animovaný film, řecký dabing                                       |
| 2013     | Γενέθλια της Αλίκης (Alenčiny narozeniny)      | Professor Seleznev               | Animovaný film, řecký dabing                                       |
| Televize |                                                |                                  |                                                                    |
| Rok      | Název                                          | Role                             | Poznámky                                                           |
| 1996     | Kalinyhta Mama                                 | Cameo                            | 1 epizoda                                                          |
| 2006     | Eurovision Song Contest 2006                   | Moderátor                        | & Maria Menounos                                                   |
| 2007     | Kostas Statiris Song Contest 2007, Farsala     | Moderátor                        | & Kostas Statiris                                                  |
| 2008 -   | The X Factor (Řecko)                           | Moderátor                        | - Ocenění Johhnie Walker Award: Nejvíce sexy moderátor roku (2011) |

## Koncertní šňůry
- Tora Arhizoun Ta Dyskola Summer Tour (1997)
- Pepsi Tour (2001)
- Ola Kala World Tour (2002)
- Sakis Live in Town Tour (2003)
- Sakis on Stage Tour (2005)
- Fire Victims Tour (2007)
- Antonis Remos – Sakis Rouvas World Tour (2008)
- Kalokairino Randevou Me ton Saki Tour (2008)
- Sakis Live Tour (2009)
- Sakis Summer Tour (2010)

## Ocenění

### Ceny MadTV
- 2010: Nejlepší popový videoklip ("Spase To Xrono")

- 2010: Nejlepší videoklip módní ikony ("Spase To Xrono")

- 2010: Nejlepší duet (& Tamta) ("Tharros I Alitheia")

- 2010: Umělec roku

- 2009: Umělec roku

- 2009: Mužský umělec roku

- 2008: Mužský umělec roku

- 2007: Nejlepší taneční videoklip ("Ola Giro Sou Girizoun")

- 2006: Nejlepší videoklip mužského umělce (“Na m’Agapas”)

- 2006: Nejlépe oblečený umělec ve videoklipu (“Mila Tis”)

- 2004: Nejvíce sexy umělec ve videoklipu (“Pes Tis”)